# Obermoschel
Obermoschel – miasto  w Niemczech, w kraju związkowym Nadrenia-Palatynat, w powiecie Donnersberg, wchodzi w skład gminy związkowej Nordpfälzer Land. Do 31 grudnia 2019 wchodziło w skład gminy związkowej Alsenz-Obermoschel.